# Thyreus affinis
Thyreus affinis är en biart som först beskrevs av Morawitz 1874.  Thyreus affinis ingår i släktet Thyreus och familjen långtungebin. Inga underarter finns listade i Catalogue of Life.